# ジョン・ジェンキンス (サクソフォーン奏者)
ジョン・ジェンキンス（John Jenkins、1931年1月3日 – 1993年7月12日）は、アメリカ合衆国のジャズ・サクソフォーン奏者。

## 略歴
シカゴ生まれ。元々はハイスクールでクラリネットを学ぶが、半年でサクソフォーンに乗り換えた。1949年から1956年まで、ジョー・シーガルがルーズベルト大学で主宰したジャム・セッションに参加。1955年にアート・ファーマーと共演し、その後はシカゴで自身のグループを率いた。1957年にチャールズ・ミンガスと共演し、また2枚のリーダー・アルバムを録音している。サイドマンとしては、1950年代後半から1960年代初頭にかけて、ドナルド・バードやハンク・モブレー、ポール・クイニシェット、クリフォード・ジョーダン、サヒブ・シハブ、ウィルバー・ウェアらと共演する。しかし、1962年に音楽界から事実上引退し、わずかにグロリア・コールマンとの数回の出演契約をこなしただけであった。
ジャズ界を去ると、ニューヨークで配達夫と宝石商の二足の草鞋を履いた。1970年代には、管楽器を路上市で売り払っている。
1983年より練習を始めて路上ライブに取り掛かり、亡くなる直前には再びクリフォード・ジョーダンとも共演した。

## ディスコグラフィ

### リーダー・アルバム
- 『アルト・マドネス』 - Alto Madness (1957年、Prestige) ※with ジャッキー・マクリーン
- 『ジェンキンス、ジョーダン&ティモンズ』 - Jenkins, Jordan and Timmons (1957年、New Jazz) ※with クリフォード・ジョーダン、ボビー・ティモンズ
- 『ジョン・ジェンキンス・ウィズ・ケニー・バレル』 - John Jenkins with Kenny Burrell (1957年、Blue Note) ※with ケニー・バレル
- 『ジャズ・アイズ』 - Jazz Eyes (1957年、Regent) ※ドナルド・バード名義の『Star Eyes』(1976年、Savoy)として再発あり

### 参加アルバム
テディ・チャールズ
- 『クーリン』 - Coolin'  (1957年、New Jazz)

クリフォード・ジョーダン
- 『クリフ・ジョーダン』 - Cliff Jordan (1957年、Blue Note)
- Play What You Feel (1997年、Mapleshade) ※1990年録音

ハンク・モブレー
- 『ハンク』 - Hank (1957年、Blue Note)

ポール・クイニシェット
- 『オン・ザ・サニー・サイド』 - On the Sunny Side (1957年、Prestige)

サヒブ・シハブ
- 『ザ・ジャズ・ウイ・ハード・ラスト・サマー』 - The Jazz We Heard Last Summer (1957年、Savoy)

ウィルバー・ウェア
- 『ザ・シカゴ・サウンド』 - The Chicago Sound (1957年、Riverside)